# Freerslev Sogn
Freerslev Sogn er et sogn i Tryggevælde Provsti (Roskilde Stift).
I 1800-tallet var Freerslev Sogn anneks til Haslev Sogn. Begge sogne hørte til Ringsted Herred i Sorø Amt. Haslev-Freerslev sognekommune blev ved kommunalreformen i 1970 kernen i Haslev Kommune, der ved strukturreformen i 2007 indgik i Faxe Kommune.
I Freerslev Sogn ligger Freerslev Kirke.
I sognet findes følgende autoriserede stednavne:
- Freerslev (bebyggelse, ejerlav)
- Freerslev Annekshuse (bebyggelse)
- Holtegård (landbrugsejendom)
- Holtehuse (bebyggelse)
- Høsten Torp (bebyggelse, ejerlav)
- Langesnave (bebyggelse)
- Præsteskov (bebyggelse)
- Sanderhuse (bebyggelse)
- Sofiedal Hestehave (bebyggelse)